# Treibholz

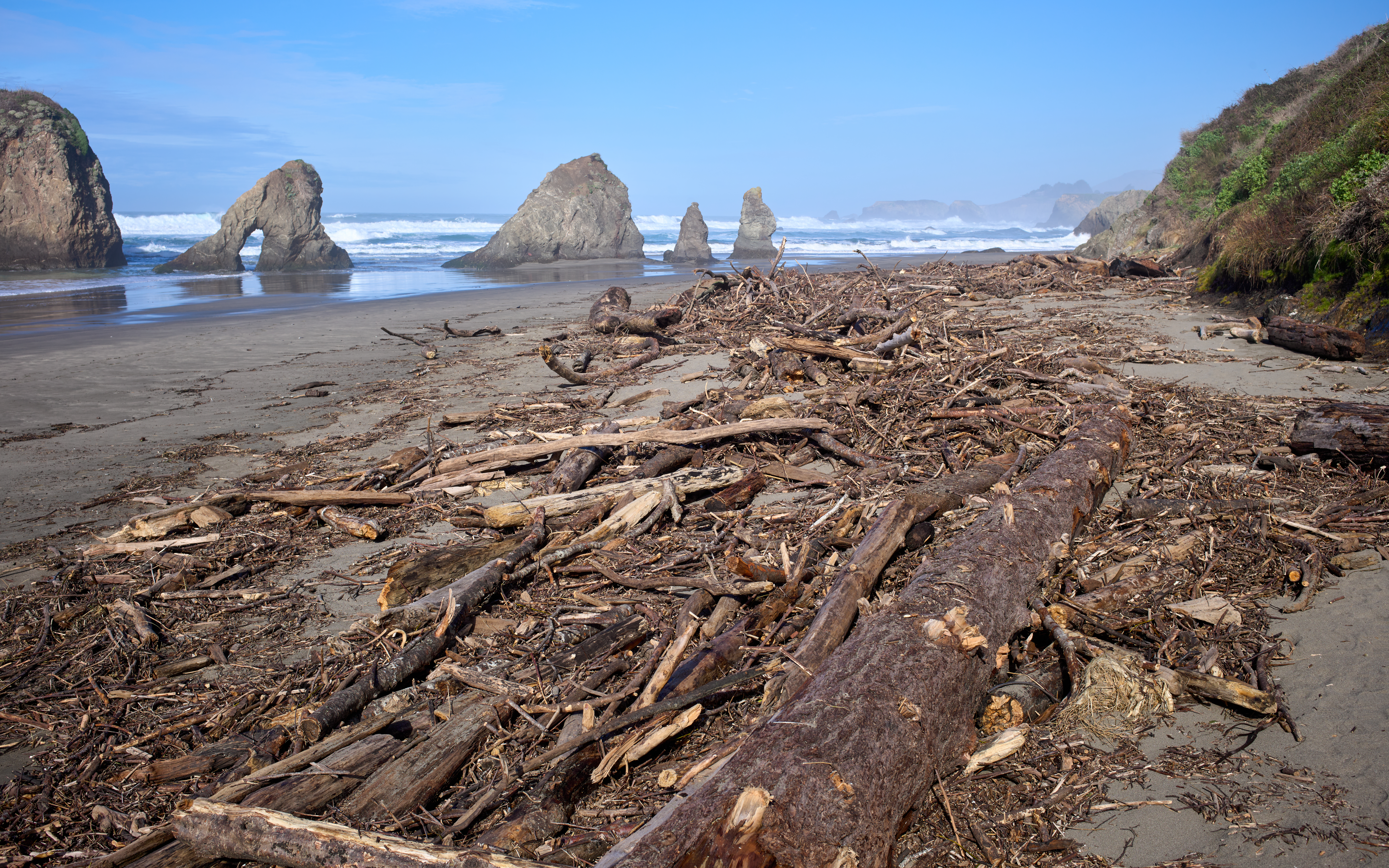
Treibholz an der Pazifikküste Kaliforniens

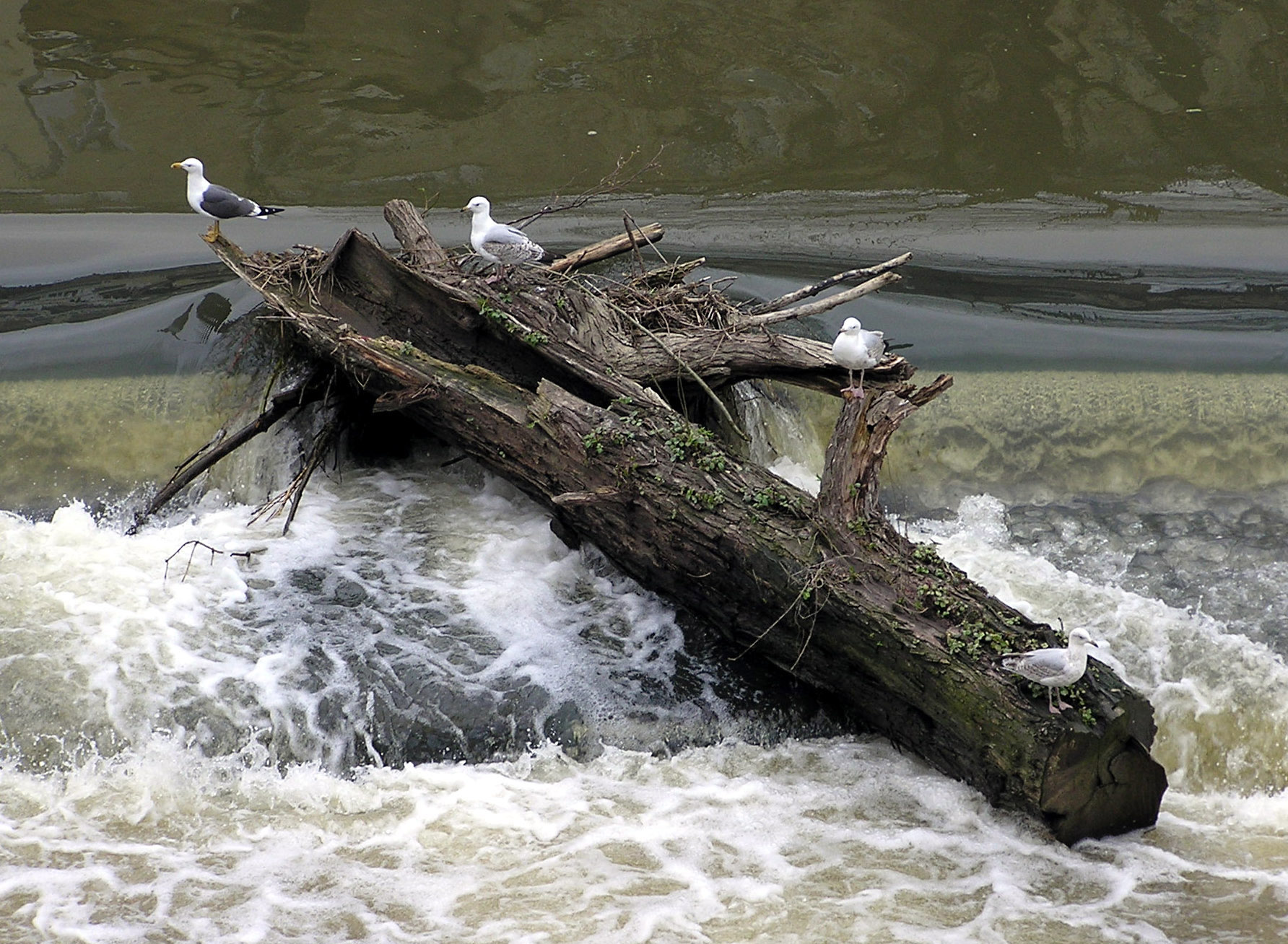
Treibholz, das an einem Wehr am Avon bei Bath in England hängen geblieben ist

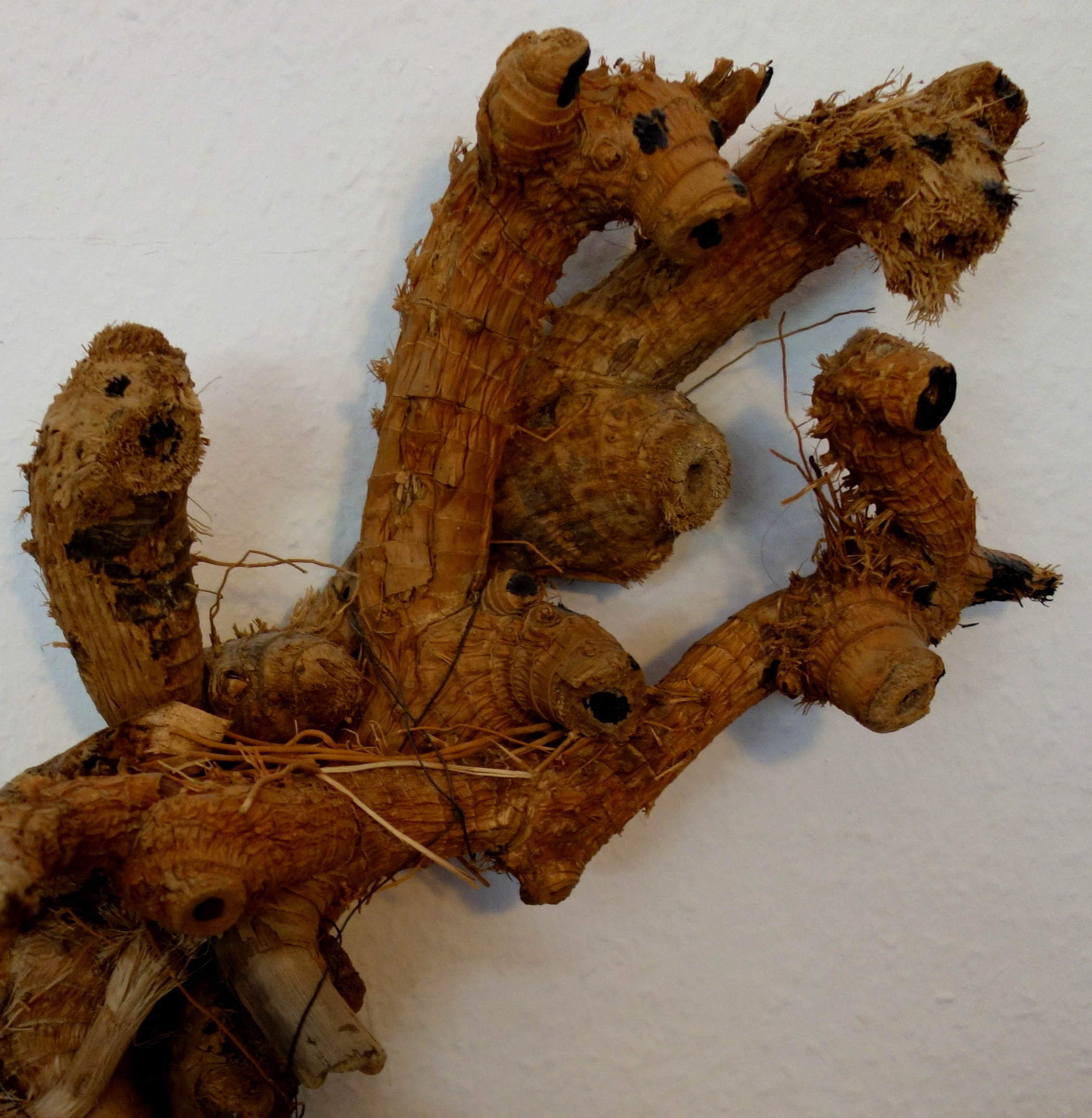
Skulptur (Fabelwesen) aus gestrandetem Treibholz

Als Treibholz bezeichnet man Holz, das auf Wasser treibt oder durch Wind, Gezeiten, Strömung oder allgemeinen Seegang an das Ufer getrieben worden ist.
Treibholz kann Folgendes sein:
- ein Baum oder der Teil eines Baumes, der durch Natureinwirkung aus dem Untergrund gerissen und ins Wasser gespült worden ist
- Gebäudeteile oder Hausrat, die durch Flut, Tsunami oder Wind ins Wasser geraten sind
- Holz, das absichtlich im Wasser angebracht war, aber sich von seiner Befestigung gelöst hat
- Überreste hölzerner Schiffe oder Boote
- Schiffsladung, die über Bord gegangen ist

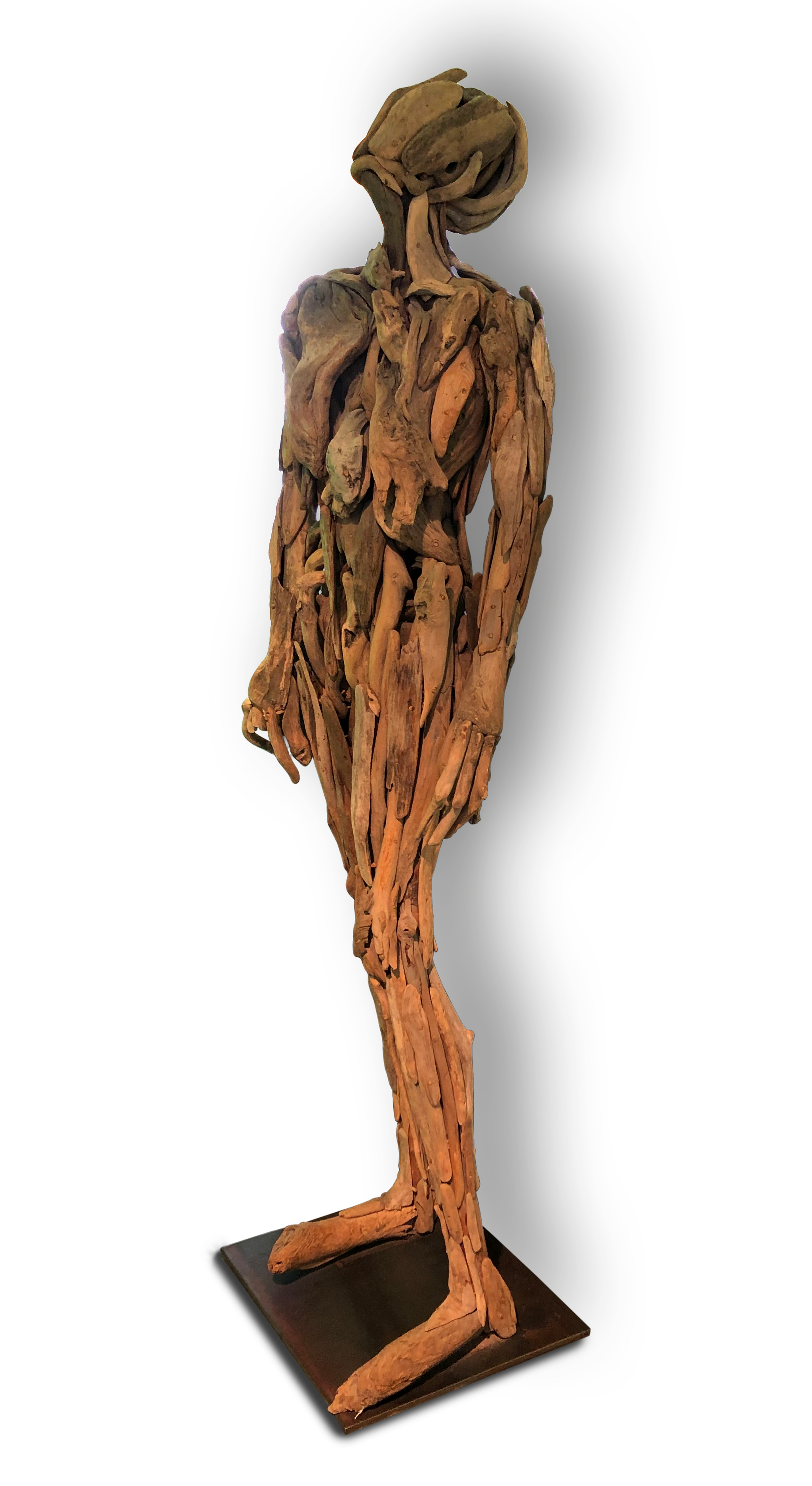
Lebensgroße menschliche Skulptur aus stark abgeschliffenem Fluss-Schwemmholz

Im Bereich der Arktis war Treibholz oft die einzige Quelle für Holz für Eskimos und andere Völker, die jenseits der arktischen Baumgrenze leben, bevor ein intensiverer Handelskontakt mit südlicheren Ländern entstand.
In Landschaften, die reich an Bäumen und Wald sind kommt es besonders bei steigendem Wasserstand von Flüssen dazu, dass am Ufer lagerndes Holz vom Wasser abgetrieben wird. Solches Treibholz (und anderes Treibgut) wird an Rechen von Kraftwerken abgeschieden. Rechen werden häufig automatisch durch Kämmen gereinigt. Das so herausgezogene Treibgut kann an Land gelagert und durch Verbrennen thermisch verwertet werden. Mitunter wird das Rechengut durch einen kurzzeitigen Schwemmvorgang dem Unterwasser zugeführt, also weitergeschwemmt. An Bodensee, der nach Westen entwässert, und Traunsee kommt es durch Hochwasser zur Ausbildung eines Holzteppichs, also eines relativ dichten Belags aus Treibholz, das im See unter der Wirkung von Wind und Wellen gerichtet verfrachtet wird und nicht mit dem Abfluss des Sees weitergeführt wird. In Österreich wird die Beseitigung eines Treibholz-Teppichs mangels gesetzlicher Regelung praktisch der Anrainergemeinde angelastet. Vorherrschender Nordwestwind treibt Schwemmholz gerne in die Ebenseer Bucht des Traunsees, der nach Norden entwässert. Der Holzteppich am Bodensee wurde binnen 2 Tagen (31. August – 1. September 2023) mit 5 Baggern von Erdbauunternehmen im Auftrag der Gemeinde Höchst aus dem See geholt. Gearbeitet wurde im Naturschutzgebiet Rheindelta. Holz wurde teilweise auf LKW verladen und geht an Fernwärmekraftwerke, ein anderer Teil wird kompostiert. Dank Berichterstattung über das seltene Naturereignis holten auch Private mit Anhängern hinter PKW und Traktoren Holz kostenlos ab.
In der germanischen Schöpfungsgeschichte wurden die ersten Menschen von Odin, Hönir und Lodur aus Treibholz geschnitzt. Aus einer Esche schnitzten sie den Mann Ask und aus einer Ulme die Frau Embla. Ask und Embla wurden so die Stammeltern des Menschengeschlechts.
Heutzutage wird Treibholz häufig als Rohstoff für innovative Produkte verwendet. So gibt es einige junge Künstler, die aus gestrandetem Treibholz neue Artikel, meist dekorative, herstellen. Dabei gibt es eine Vielzahl von möglichen Upcycling-Ideen, die alle Treibholz als den grundlegenden Rohstoff verwenden.